# تمام ستارگان جنگجو
تمام ستارگان جنگجو (انگلیسی: Warriors All-Stars) یک بازی ویدئویی هک اند اسلش است که توسط کویی تکمو منتشر شده‌است.
گیم پلی بازی از سری هک اند اسلش جنگجویان الگوبرداری شده‌است، که در آن بازیکن کنترل یک شخصیت را برای شکست دادن دشمنان در طول مرحله لول (بازی‌های ویدئویی) در حالی که تلاش می‌کند به یک هدف خاص بپردازد. در تمام ستارگان جنگجو، هر بازیکن همچنین می‌تواند چهار کاراکتر کمکی را برای کمک به شخصیت انتخاب‌شده انتخاب کند؛ شخصیت‌های پشتیبان توانایی‌های بیشتری را ارائه می‌کنند که ممکن است با نگه داشتن R1 و انتخاب یک دکمه چهره فعال شوند. جفت‌های خاصی از شخصیت‌ها، زمانی که به کاراکتر کمک می‌کنند، ممکن است حملات خود را برای تأثیر بیشتر ترکیب کنند.
اگرچه بازی از سری Warriors Orochi به عنوان الهام‌بخش خود استفاده می‌کند، موتور بازی به شدت یادآور جنگ‌جویان سامورایی: سانادا مارو است و گیم‌پلی آن به Dynasty Warriors 8: Empires نزدیک‌تر است.